# Naschmarkt (Leipzig)
Der Naschmarkt ist ein kleiner Platz in der Leipziger Innenstadt. Er verdankt seinen Namen einer Zeit, in der hier Handel mit Obst betrieben wurde, das damals auch als Naschwerk galt. Heute dient er in der warmen Jahreszeit als Freiluftgaststätte, während er vor Weihnachten einen Teil des Weihnachtsmarktes aufnimmt.

## Lage und Gestalt

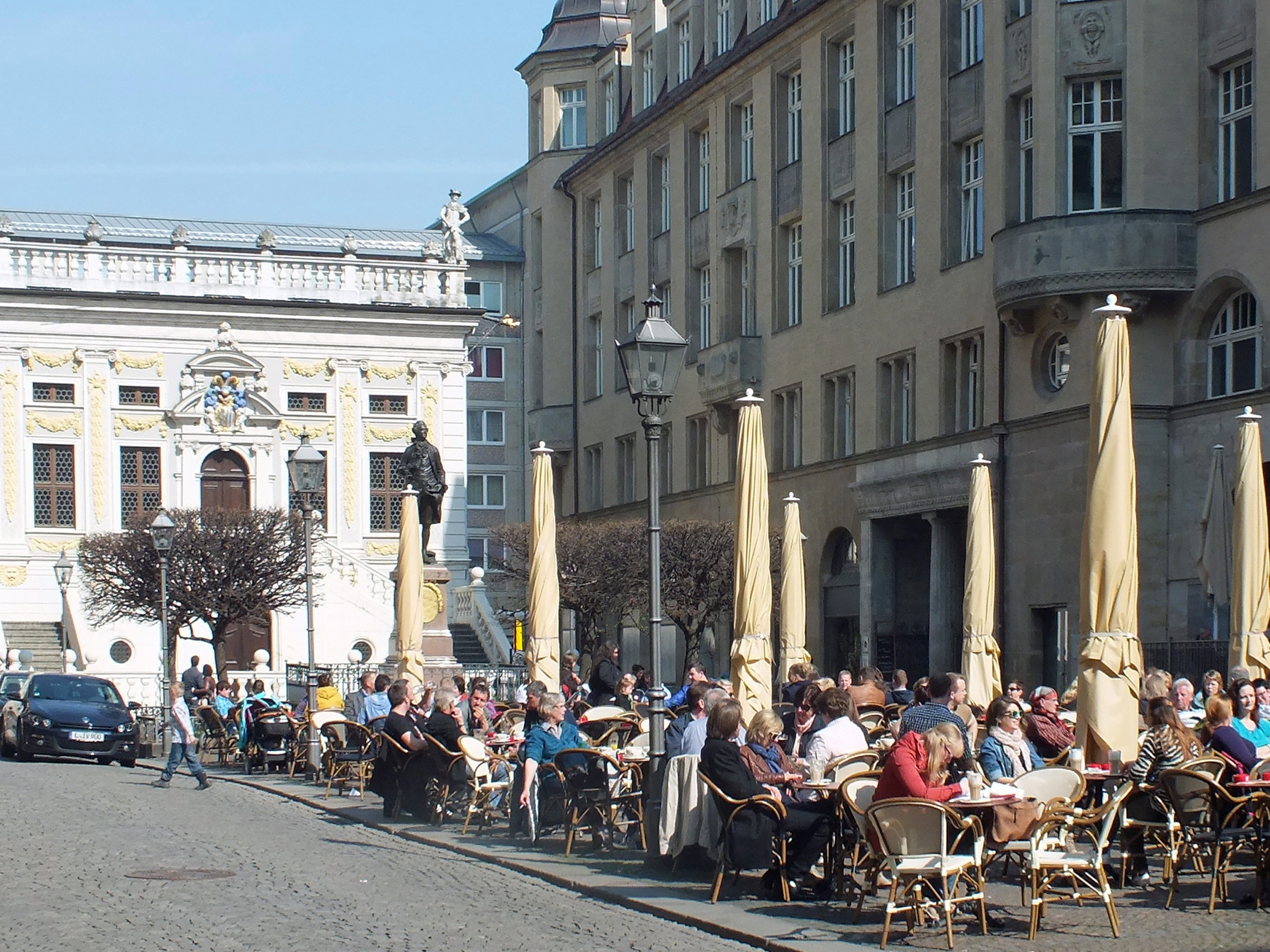
Ein Vorfrühlingstag auf dem Naschmarkt 2014

Der Naschmarkt liegt an der Rückseite des Alten Rathauses zwischen der Grimmaischen Straße und dem Salzgäßchen. Er bildet ein schmales Viereck von 90 Meter Länge und etwa 20 Meter Breite, wobei er sich nach Norden leicht öffnet.
Am Nordende steht die barocke Alte Börse und davor in einer kleinen Grünanlage das Goethedenkmal, den jungen Johann Wolfgang von Goethe (1749–1832) darstellend. Dann folgt die Nutzfläche des Platzes, bevor er an der Grimmaischen Straße mit dem Löwenbrunnen endet. Die Ostseite des Platzes, dem Alten Rathaus gegenüber, begrenzt der Handelshof, heute Steigenberger Grandhotel Leipzig mit der Gaststätte ALEX im Burgkeller. Ein Durchgang vom Naschmarkt durch das Alte Rathaus führt zum Markt und ein weiterer durch den Handelshof in die Reichsstraße.

## Geschichte
Der heutige Naschmarkt war der älteste Marktplatz der Stadt. Mit der Anlegung des heutigen Hauptmarktes auf einer großen Lehmgrube weiter westlich (Ende 12. Jahrhunderts) sank er in seiner Bedeutung herab. Seine heutige Gestalt erhielt er 1556 mit der Erneuerung des jetzigen Alten Rathauses, als großflächig alte Häuser abgerissen wurden. Er diente dem Handel mit Lebensmitteln, aber auch für öffentliche Darbietungen wie der Theatertruppe der Neuberin. Bis 1679 standen hier auch die sogenannten Heringsbuden zum Verkauf von eingesalzenen Fischen, was zu dem Namen Heringsmarkt führte. Sein heutiger Name ist aus der älteren Bezeichnung Asch-Markt verderbt, nach den Behältern aus Eschenholz ("Asch"), in denen hier Lebensmittel angeboten wurden.
Danach entstand hier die Alte Handelsbörse, die bereits 1679 als unvollendeter Bau genutzt und bis 1687 fertiggestellt wurde. Vor ihr wurde 1688 der Herkulesbrunnen mit der Standfigur des Herkules errichtet. Um 1820 wurde der Brunnen an den Südrand des Platzes verlegt und als Löwenbrunnen umgestaltet mit den bronzenen Löwen nach einem Entwurf von Johann Gottfried Schadow (1764–1850). Bei der Rekonstruktion des Brunnens zum heutigen Aussehen 1918 durch Hugo Licht (1841–1923) wurden die Holzteile durch Stein ersetzt und die Schadow-Löwen beibehalten.
Ab 1703 war der Naschmarkt der zentrale Treff der Sänftenträger, 24 Träger für 12 Sänften.

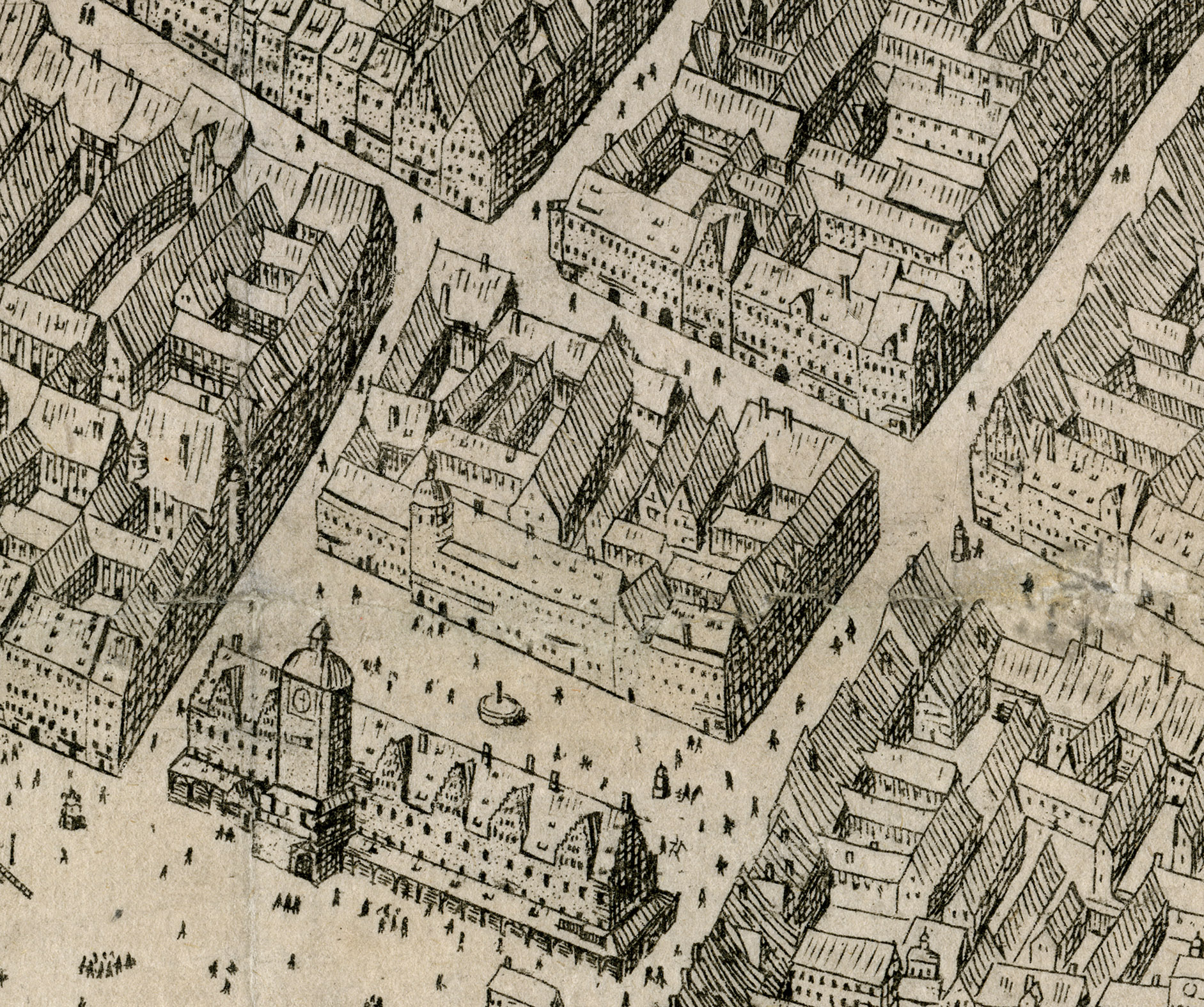
Der Naschmarkt 1646
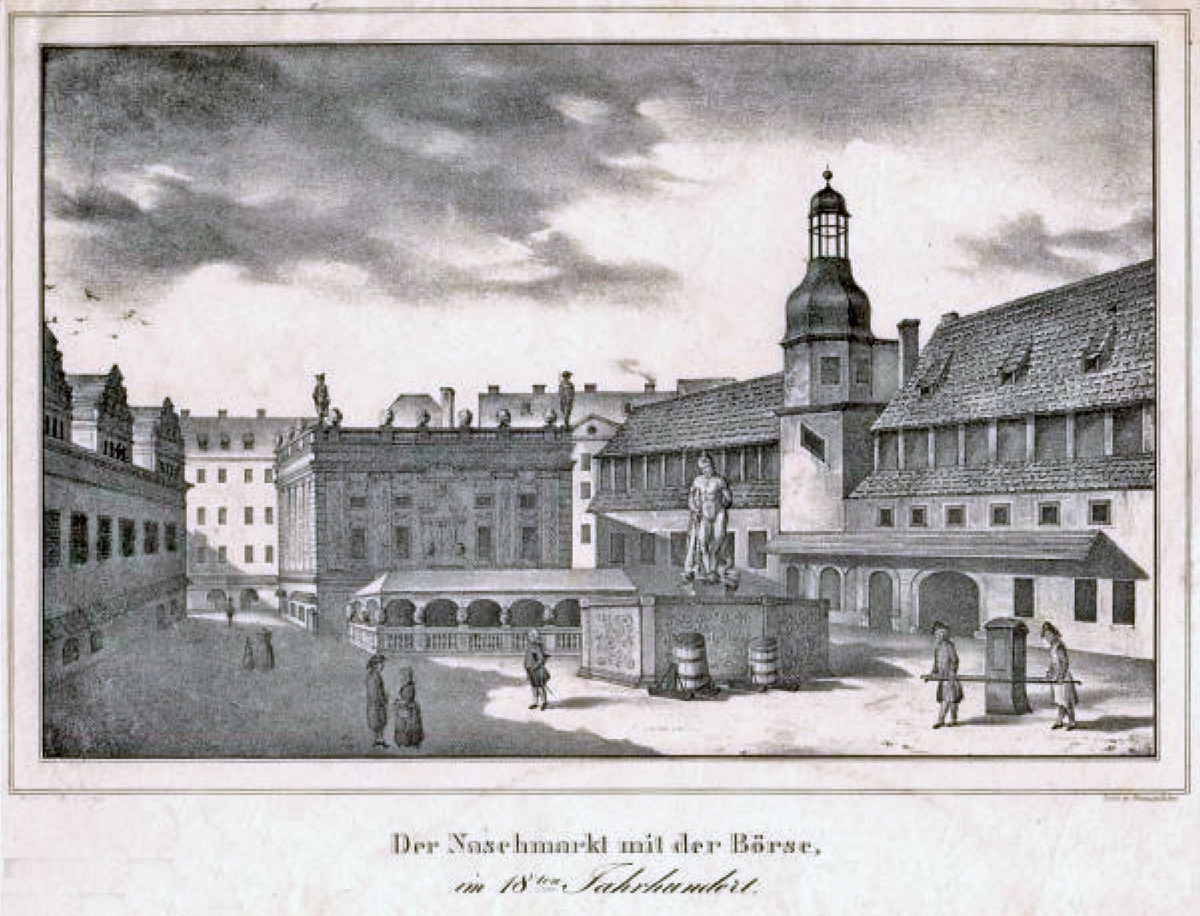
Der Naschmarkt vor 1800 mit Sänftenträgern
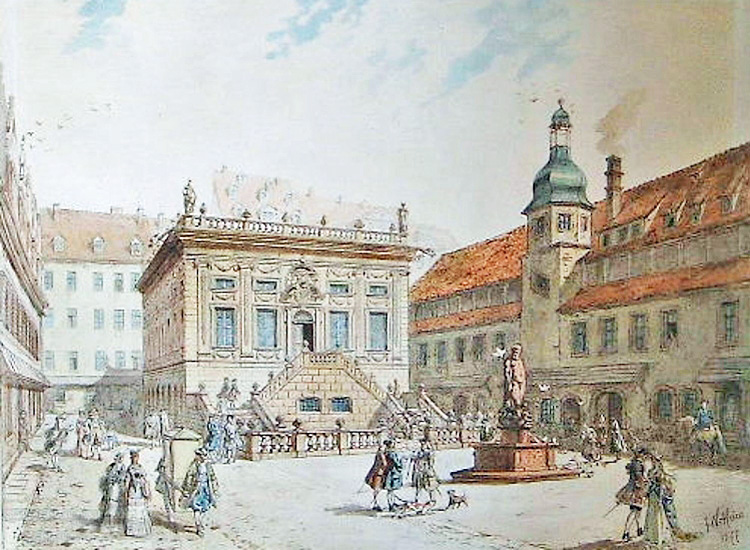
1800 – mit Schuldturm und Herkulesbrunnen
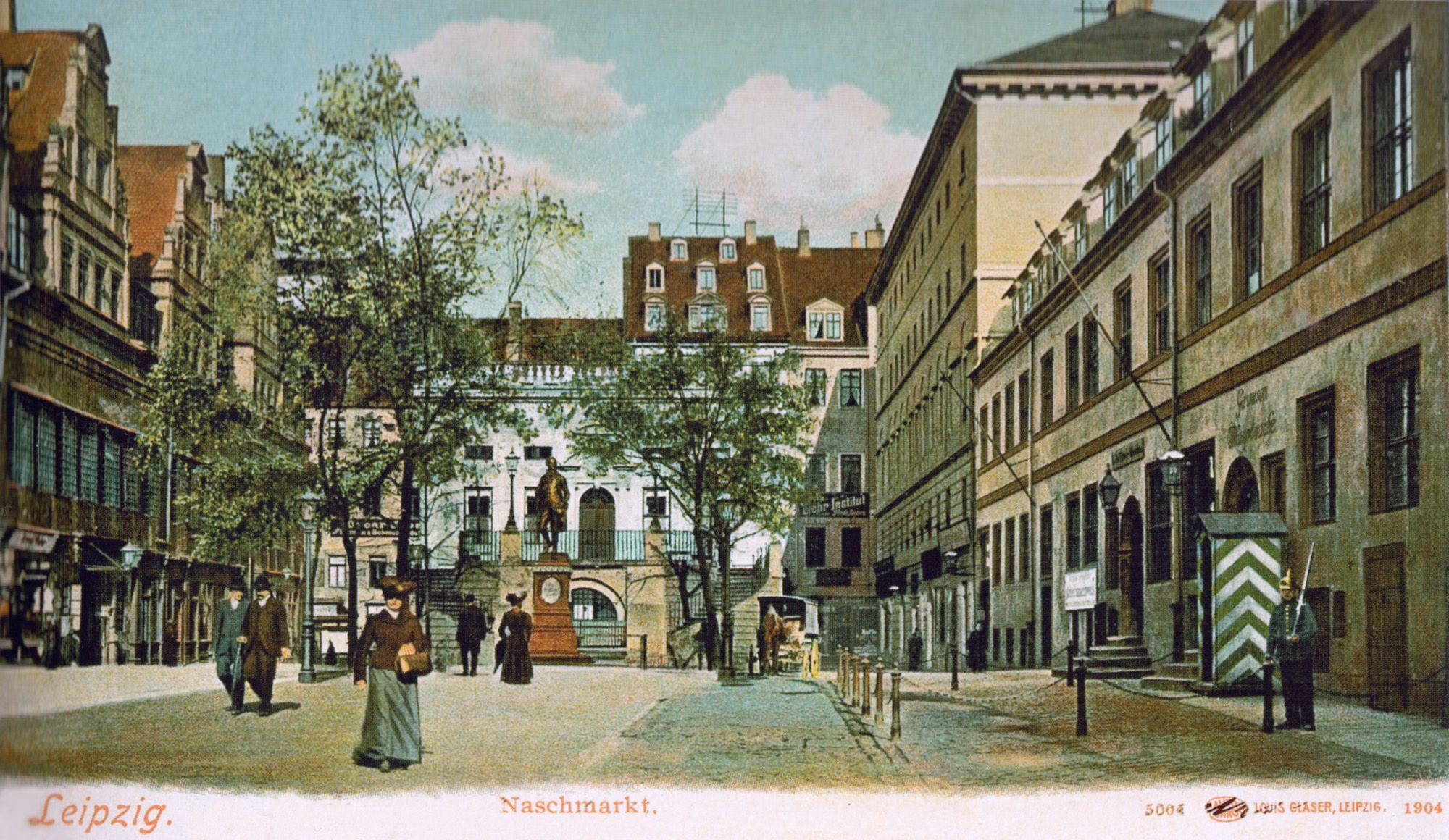
1904 – mit Stockhaus und Polizeiwache
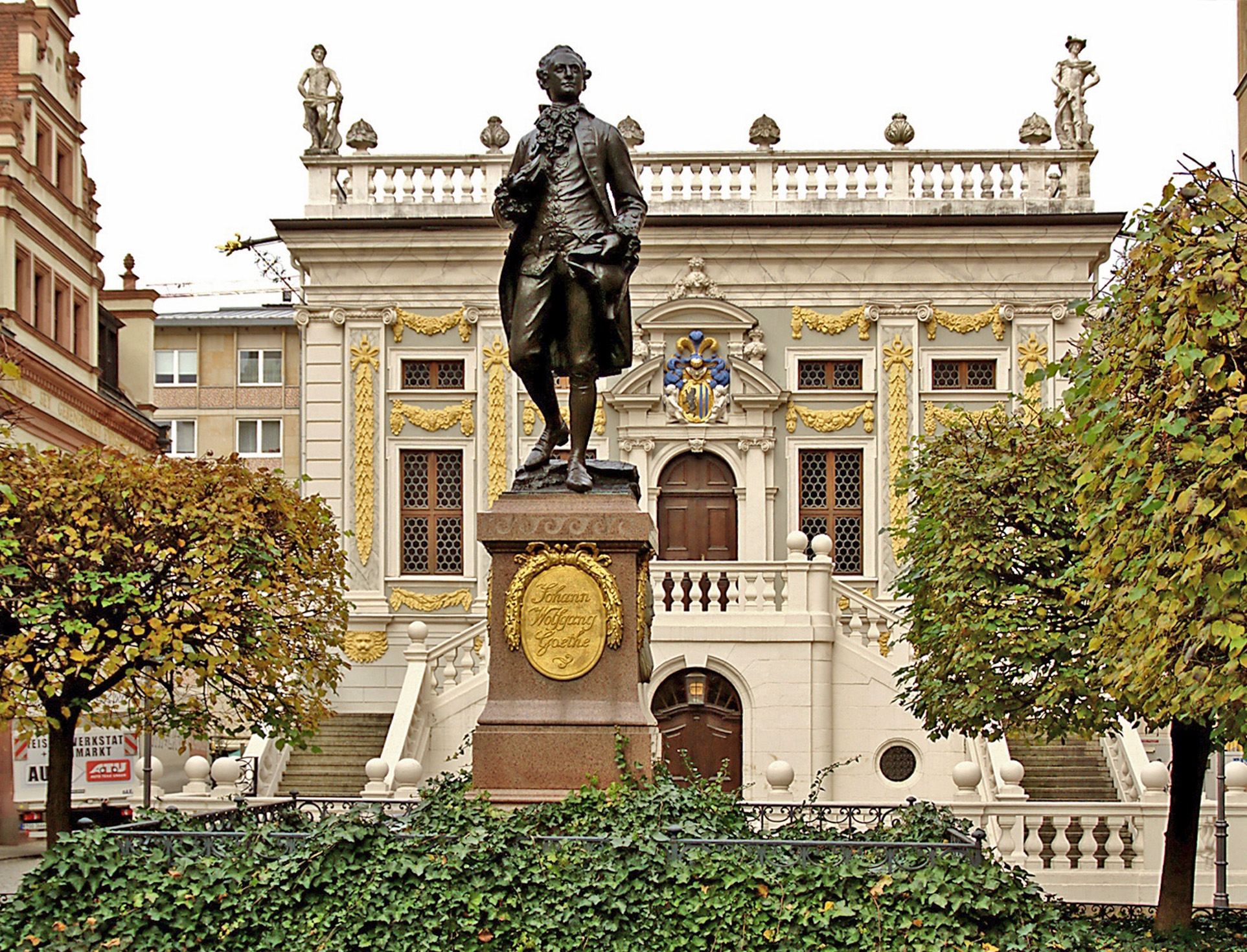
Das Goethedenkmal von 1903
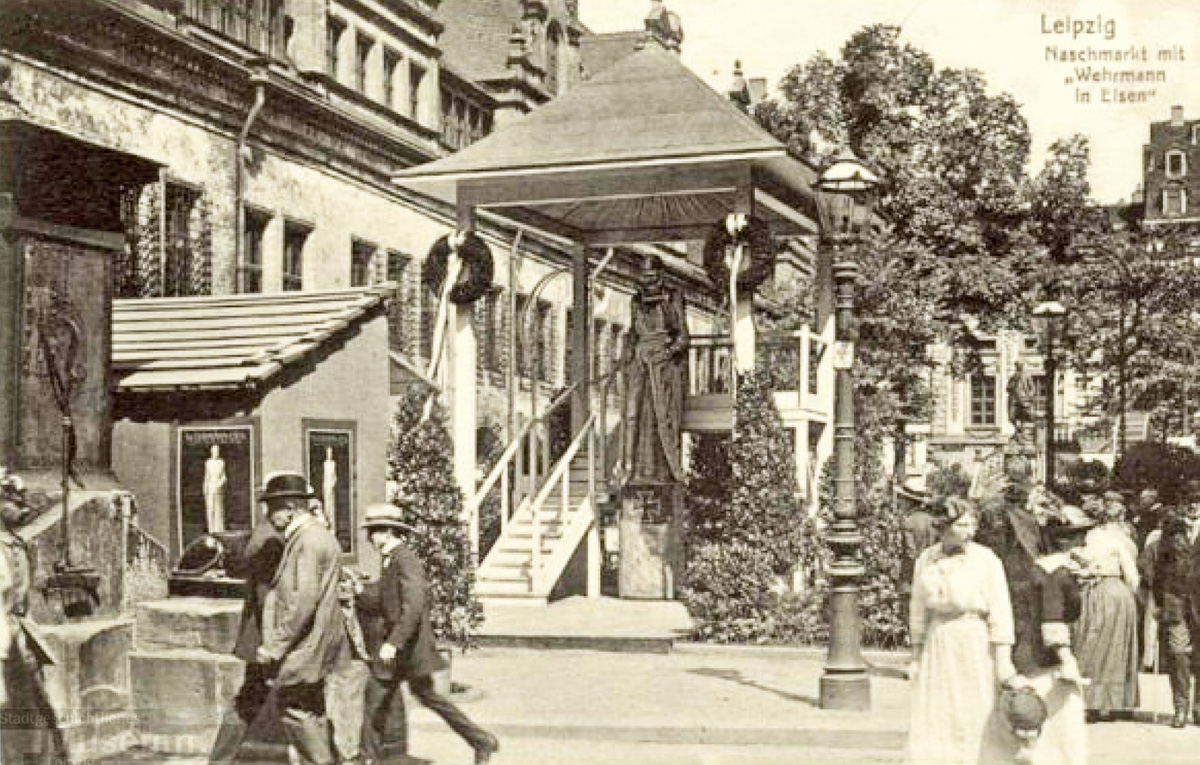
Der Wehrmann in Eisen 1915

Die Ostseite des Platzes war seit der zweiten Hälfte des 16. Jahrhunderts auf dem Gelände des ehemaligen Burgkellers mit mehreren Gebäuden kommunaler Einrichtungen bebaut: die Garküche (1565), das Schuh- und Pelzhaus (1572) sowie die Brot- und Fleischbänke (1578). Auch ein Turm mit einigen Arrestzellen war vorhanden. Dieser und der nördliche Teil wichen zu Beginn des 19. Jahrhunderts dem Stockhaus, einem innerstädtischen Gefängnis, und in das Nachbarhaus zog 1830 das Wachlokal der Leipziger Kommunalgarde neben Polizei und Steuerbehörden. 1903 entstand das von Carl Seffner (1861–1932) geschaffene Goethedenkmal vor der Börse, das an Goethes Studentenzeit in Leipzig erinnert. 1908/1909 wurde die gesamte Ostseite durch das neue Messehaus Handelshof ersetzt.
1877 schien das Ende des Naschmarktes beschlossen zu sein, als er in einen größeren Rathausbau einbezogen werden sollte, der aber nicht realisiert wurde. 1915 stand auf dem Platz der von Mathieu Molitor (1873–1929) geschaffene Wehrmann in Eisen zur Sammlung von Kriegsnotspenden für den Ersten Weltkrieg. Beim Bombenangriff vom 4. Dezember 1943 wurde auch der Naschmarkt getroffen, und die Börse brannte völlig aus. Die Wiederherstellungsarbeiten waren 1962 abgeschlossen. Zwischen 1992 und 1995 wurde das Gebäude umfassend saniert, wobei großer Wert auf die Farbgebung der Fassade und die Fensterverglasung im Stil des 17. Jahrhunderts gelegt wurde.